# 野村直輝
野村 直輝（のむら なおき、1991年4月17日 - ）は、山口県下関市出身のプロサッカー選手。Jリーグ・大分トリニータ所属。ポジションはミッドフィールダー。

## 来歴
5歳でサッカーを始め、小・中学校時代は地元クラブのセイザンFCに所属。下関中央工業高校では3年時に主将を務めた。高校卒業後は日本経済大学に進学。
2014年、J2・横浜FCに加入。3月2日のJ2第1節・愛媛戦でJリーグデビューを果たす。4月29日の第10節・讃岐戦では途中出場からJリーグ初ゴールを決め、このゴールが決勝点となってチームに約1ヶ月ぶりの勝利をもたらした。翌2015年に監督が山口素弘からミロシュ・ルスに代わると出場機会が激減。試合に出られないフラストレーションから反発した態度を取ったこともあったが、その行為を飯尾一慶、安英学、渡辺匠と先輩のチームメイトから窘められたことで意識を改善、リーグ終盤には再び出場機会を得た。2016年以降は横浜FCで不動の主軸に成長したが、野村曰くこの時の経験が今に繋がったと述べている。
2019年、徳島ヴォルティスに完全移籍。3-4-2-1システムのシャドーとしてリーグ戦39試合に出場を果たすと、7得点12アシストとキャリアハイの成績を残すなど存在感を発揮。徳島サポーターの投票により決定するMIPとシーズンベストゴール両方に選出された。野村の活躍もありチームはJ1参入プレーオフ決定戦にまで進出したが、湘南ベルマーレに引き分け、J1昇格は果たせなかった。
2020年、J1・大分トリニータに完全移籍。加入時の希望背番号は11番であったが田中達也と競合したため譲り、10番を選択した。第1節・セレッソ大阪戦にて途中出場からJ1初出場を果たすも、その後は原因不明の膝の痛みにより長期離脱した。9月16日、第24節・FC東京戦にて後半22分から7か月ぶりに公式戦出場を果たすと、J1初ゴールを奪うなど活躍し勝利に貢献した。11月21日、第28節・川崎フロンターレ戦では前半34分に相手DF谷口彰悟に倒され得たPKを自ら決めると、これが決勝点となり目の前での川崎の優勝阻止の立役者となった。

## 所属クラブ
- 1998年 - 2004年 セイザンFC（下関市立熊野小学校）
- 2004年 - 2007年 セイザンFC U-15（下関市立川中中学校）
- 2007年 - 2010年 山口県立下関中央工業高等学校
- 2010年 - 2014年 日本経済大学
- 2014年 - 2018年 横浜FC
- 2019年 徳島ヴォルティス
- 2020年 - 大分トリニータ

## 個人成績
| 国内大会個人成績 | 国内大会個人成績 | 国内大会個人成績 | 国内大会個人成績 | 国内大会個人成績 | 国内大会個人成績 | 国内大会個人成績 | 国内大会個人成績 | 国内大会個人成績 | 国内大会個人成績 | 国内大会個人成績 | 国内大会個人成績 |
| 年度             | クラブ           | 背番号           | リーグ           | リーグ戦         | リーグ戦         | リーグ杯         | リーグ杯         | オープン杯       | オープン杯       | 期間通算         | 期間通算         |
| 年度             | クラブ           | 背番号           | リーグ           | 出場             | 得点             | 出場             | 得点             | 出場             | 得点             | 出場             | 得点             |
| 日本             | 日本             | 日本             | 日本             | リーグ戦         | リーグ戦         | リーグ杯         | リーグ杯         | 天皇杯           | 天皇杯           | 期間通算         | 期間通算         |
| ---------------- | ---------------- | ---------------- | ---------------- | ---------------- | ---------------- | ---------------- | ---------------- | ---------------- | ---------------- | ---------------- | ---------------- |
| 2014             | 横浜FC           | 5                | J2               | 18               | 3                | -                | -                | 1                | 0                | 19               | 3                |
| 2015             | 横浜FC           | 5                | J2               | 11               | 1                | -                | -                | 0                | 0                | 11               | 1                |
| 2016             | 横浜FC           | 16               | J2               | 38               | 4                | -                | -                | 1                | 1                | 39               | 5                |
| 2017             | 横浜FC           | 7                | J2               | 35               | 6                | -                | -                | 0                | 0                | 35               | 6                |
| 2018             | 横浜FC           | 7                | J2               | 36               | 5                | -                | -                | 0                | 0                | 36               | 5                |
| 2019             | 徳島             | 11               | J2               | 39               | 7                | -                | -                | 0                | 0                | 39               | 7                |
| 2020             | 大分             | 10               | J1               | 18               | 3                | 0                | 0                | -                | -                | 18               | 3                |
| 2021             | 大分             | 10               | J1               | 15               | 1                | 0                | 0                | 2                | 0                | 17               | 1                |
| 2022             | 大分             | 10               | J2               | 23               | 3                | 0                | 0                | 0                | 0                | 23               | 3                |
| 2023             | 大分             | 10               | J2               | 39               | 6                | -                | -                | 0                | 0                | 39               | 6                |
| 2024             | 大分             | 10               | J2               | 34               | 3                | 0                | 0                | 1                | 0                | 35               | 3                |
| 2025             | 大分             | 10               | J2               |                  |                  |                  |                  |                  |                  |                  |                  |
| 通算             | 日本             | 日本             | J1               | 33               | 4                | 0                | 0                | 2                | 0                | 35               | 4                |
| 通算             | 日本             | 日本             | J2               | 273              | 38               | 0                | 0                | 3                | 1                | 276              | 39               |
| 総通算           | 総通算           | 総通算           | 総通算           | 306              | 42               | 0                | 0                | 5                | 1                | 311              | 43               |

その他の公式戦
- 2018年
  - J1参入プレーオフ 1試合0得点
- 2019年
  - J1参入プレーオフ 3試合0得点
- 2022年
  - J1参入プレーオフ 1試合0得点

- Jリーグ初出場 - 2014年3月2日 J2第1節 愛媛FC戦（ニッパツ三ツ沢球技場）
- Jリーグ初得点 - 2014年4月29日 J2第10節 カマタマーレ讃岐戦（香川県立丸亀競技場）

## 選抜歴
- 2011年 九州大学選抜
- 2012年 九州大学選抜